# Piper muluense
Piper muluense är en pepparväxtart som beskrevs av Ernest Justus Schwartz. Piper muluense ingår i släktet Piper och familjen pepparväxter. Inga underarter finns listade i Catalogue of Life.